# リンドーメン (装甲艦)

「リンドーメン」

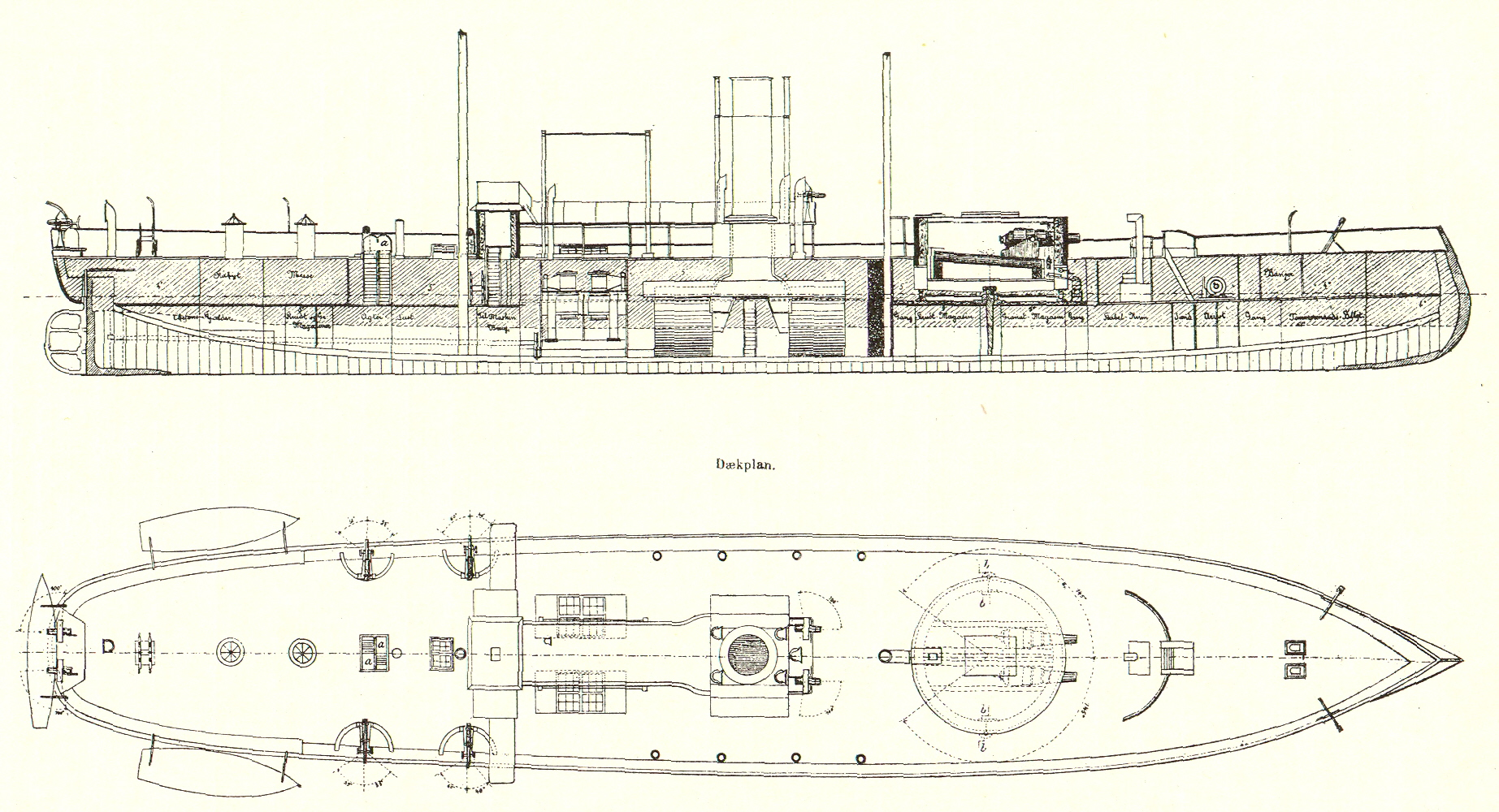
「リンドーメン」の図面

リンドーメン (Lindormen) はデンマーク海軍の艦艇。正式な類別は浮砲台 (flydende batteri)。後に装甲砲台 (pandserbatteri, panserbatteri) と呼称された。 艦名のリンドーメンはグリフォンのことである。
デンマーク初の装甲砲塔艦「ロルフ・クラーケ」の実戦での活躍を受けて、より大型で強力な艦としてデンマーク国内で建造された艦である。1866年7月20日にコペンハーゲン海軍工廠で起工。1868年8月8日に進水し、1869年8月15日に竣工した。建造費は166万3000クローネであった。
排水量2072トン、長さ66.43メートル、幅12.99メートル、吃水4.44メートル。ブアマイスタ＆ウェーイン製直立タンデム4気筒2段膨張式蒸気機関2基、角缶4基搭載で、出力は1500指示馬力。2軸推進で、速力は12ノットであった。石炭搭載量は125トンで、航続距離は8.5ノットで1400浬。
主砲はアームストロング90ポンド9インチ254ctr前装施条砲2門で、コールズ式連装砲塔に搭載された。発射速度は4分に1発であった。1874年にフィンスポング4ポンド9ctr前装施条砲2門が搭載されたが、1879年にクルップ24口径3インチ10ctr後装砲に換装された。4ポンド砲は1981年にも2門が搭載されたが、これも1886年にクルップ3インチ砲に換装されている。他に、ホチキス37㎜5砲身回転機関砲4門やノルデンフェルト0.45インチ5銃身機銃1挺が搭載されている。また、曳航水雷を搭載していた時期もある。
装甲は水線装甲帯が厚さ114㎜から127㎜、砲塔は140㎜、司令塔が127㎜で甲板は25㎜であった。
1907年6月29日に除籍。オランダのフランク・レイスデイク社に76000クローネで売却され、1907年7月12日に解体地へ向かった。